# 스웨덴의 핀란드 지배
스웨덴의 핀란드 지배(스웨덴어: Finland under den svenska tiden, 핀란드어: Ruotsin vallan aika Suomessa)는 핀란드가 스웨덴의 일부였던 역사적인 시기를 가리킨다. 스웨덴의 핀란드 지배가 정확히 언제 시작되었는지는 알 수 없다. 핀란드에서 스웨덴의 지배가 확립되었다는 역사적 증거는 13세기 후반부터 찾아볼 수 있다. 스웨덴의 지배는 핀란드 전쟁의 결과 1809년 9월 17일에 종료되었다.

## 역사
스웨덴의 핀란드 지배는 북방 십자군의 전쟁을 통해 시작되었다. 스웨덴의 정복으로 구 핀란드 지배층은 새로운 지배자들인 스웨덴의 왕족과 귀족들 및 호족들 그리고 가톨릭 교도들에 의해 그 지위를 상실했다. 이것은 정복된 타 종교 지역에서 기독교 세력이 권력을 유지하는 방법이었다. 식민지 개척은 14세기에 기록된 식민지 개척자들과 핀란드 주민들 사이에 몇 가지 분쟁이 야기된 것으로 추정된다. 식민지에서 핀란드 주민들은 식민지에 대한 어업과 농업 경작권을 상실했다. 스웨덴 군주들은 핀란드를 거의 잘 방문하지 않았으며, 핀족을 원시적이고 그들의 독자적인 언어를 사용하는 종족들로 묘사되었다.
스웨덴의 일부로서, 핀란드는 서구 기독교 영역의 일부로 취급되어 시장 경제, 헌법주의 정부 및 기본법주의 원리 원칙이 정착된 서구 문화권의 일부로 편입되었다. 핀란드는 스칸디나비아 지역에서 많은 전쟁과 침입을 불러일으킨 스웨덴 제국의 동부 국경이었다.
선사시대부터 시작된 핀란드어와 문자, 종교, 음식, 풍습, 기질, 국민성 등이 새로운 환경에 적응하면서 영향을 받았음에도 불구하고, 스웨덴의 지배를 받았다. 예를 들어, 이 시기에 핀란드는 라틴 알파벳을 문자 체계로 선택했고 1,150개의 스웨덴 외래어를 채택했다.
스웨덴이 지배하는 핀란드는 20세기에 ‘스웨덴-핀란드’라고도 불렸다. 이 용어는 현대에 이르러서 스웨덴과 핀란드의 주요 부분으로 구성된 영역을 가리키는 데 사용되어 왔다. 역사학자 피터 잉글런드(Peter Englund)는 스웨덴 치하 핀란드가 “양쪽이 분리된 1809년 사실상 파괴된 왕국의 동쪽 절반”이었던 만큼 국가 연합이나 지방의 일부분이 아니었다고 지적했으며, 스웨덴의 위대한 힘의 시대가 스웨덴과 핀란드의 보편적인 재산이었다고 주장했다.

## 같이 보기
- 스웨덴 제국
- 스웨덴의 지역
- 스웨덴의 역사
- 핀란드의 역사